# Rhodes Scholarship
Rhodes Scholarship è una borsa di studio post-laurea per l'Università di Oxford, istituita per disposizione testamentaria da Cecil Rhodes nel 1902.
Fu la prima nel suo genere organizzata su scala internazionale. Inizialmente concepita come strumento per fornire borse di studio a studenti di sesso maschile del Commonwealth delle nazioni, della Germania e degli Stati Uniti per studiare presso l'università di Oxford, tra gli anni 1970 e 1990 fu estesa anche alle donne e agli studenti di tutte le nazionalità.

## Selezione e ammissione
Il comitato per le borse di studio seleziona i candidati in base a una combinazione di risultati letterari e accademici, impegno sportivo, tratti caratteriali come onestà e coraggio e potenziale di leadership, originariamente valutati su una scala di 200 punti. Nel 2018 i criteri sono stati rivisti per enfatizzare l'utilizzo dei propri talenti e la cura degli altri. La Rhodes Scholarship per studenti statunitensi è altamente selettiva, con un tasso di ammissione di circa il 4% negli anni 2020, mentre in altri paesi i tassi variano. Gli studenti possono frequentare corsi post-laurea a tempo pieno a Oxford per uno o tre anni, ricevendo un sostegno finanziario per le tasse universitarie e le spese di soggiorno, oltre all'accesso alle strutture della Rhodes House.

## Storia e controversie
La Rhodes Scholarship ha affrontato controversie fin dalla sua istituzione, principalmente per quanto riguarda l'esclusione delle donne e degli afroamericani. Inizialmente l'accesso era limitato agli studenti maschi del Commonwealth delle Nazioni, della Germania e degli Stati Uniti, una restrizione che è cambiata solo nel 1977 in seguito all'approvazione del Sex Discrimination Act. Nel 1977 furono ammesse 24 donne su un totale di 72 canditati mondiali, di cui 13 statunitensi (a fronte di 19 studendi maschi statunitensi).
Le proteste per l'inclusione di studenti non bianchi iniziarono negli anni '70, ma solo nel 1991, a causa dei cambiamenti politici nel Paese, la borsa di studio fu assegnata ai sudafricani neri. Inoltre, le critiche all'eredità coloniale di Cecil Rhodes hanno stimolato movimenti che chiedono una rivalutazione della borsa di studio e dei suoi legami con le idee di Rhodes. I critici hanno anche evidenziato la tendenza dei beneficiari a intraprendere carriere nel mondo degli affari piuttosto che nella pubblica amministrazione, discostandosi dall'intento originale della borsa di studio.

## Rhodes house
Il relativo campus universitario e biblioteca, la Rhodes House, fu aperto nel 1929, in un edificio realizzato nei tre anni precedenti da Herbert Baker. Anche se l'impostazione architettonica riprende le linee degli altri collegi del XVIII secolo di Oxford, Baker fa confluire gli influssi dell'architettura coloniale olandese del Capo, delle magioni della campagna inglese e del movimento Arts and Crafts del novecento.
Nel 2014 la libreria, nota per la sua collezione di studi sul Commonwealth  e sull'Africa, è stata trasferita alla Weston Library, a sua volta parte della Biblioteca Bodleiana.
Attualmente l'edificio della Rhodes house è elencato nella National Heritage List for England tra i beni del patrimonio protetti dell'Inghilterra.

## Studenti insigniti
Le ammissioni sono altamente selettive. Tra gli ex studenti vincitori della borsa di studio Rhodes figurano cinque vincitori del premio Nobel (Howard Florey, John Carew Eccles, Howard Walter Florey, Michael Spence, Bill Clinton), scienziati e studiosi di fama internazionale (Edwin Hubble, Robert Van de Graaff, Robert Noyce, Ralph Hartley, Robert Penn Warren) e molti capi di stato.